# Cáritas Diocesana de Oviedo
Cáritas Diocesana de Oviedo es la organización oficial de la Archidiócesis de Oviedo para la acción caritativa y social. 
Debido a la coincidencia, casi total, del territorio de Asturias, con el de la Archidiócesis de Oviedo, en ocasiones utiliza el nombre de Cáritas de Asturias, incluso en la URL de su página web oficial (http://www.caritas.es/asturias).
Es una de las 68 Cáritas Diocesanas confederadas en Cáritas Española. Civilmente, tiene personalidad jurídica propia, estando inscrita en el Registro de Entidades Religiosas del Ministerio de Justicia de España con el número 263–/0–SE/C, como asociación, desde el 5 de marzo de 1981.

## Domicilio Social

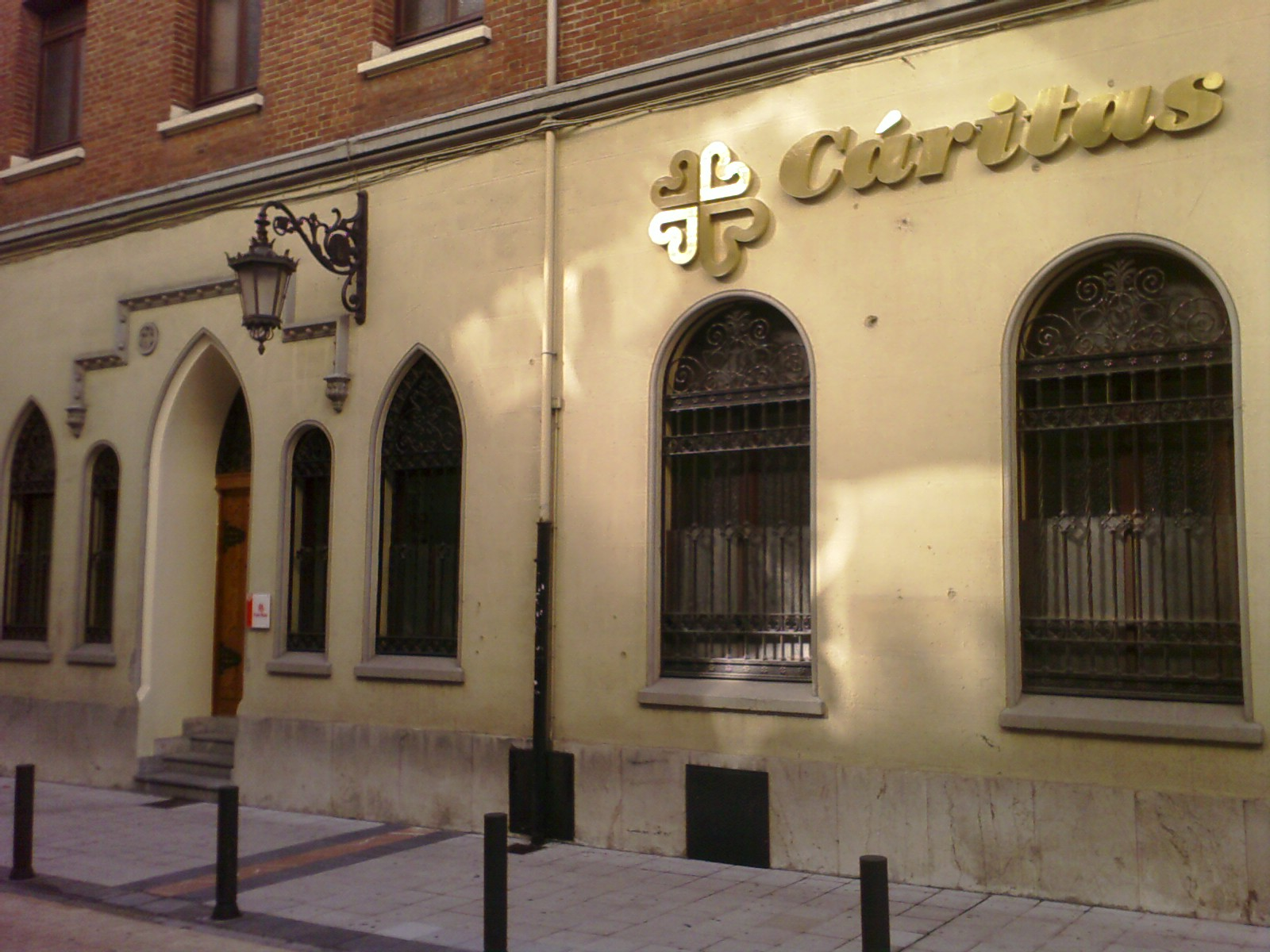
Sede de Cáritas Diocesana de Oviedo.

Desde el 23 de enero de 2008 Cáritas Diocesana de Oviedo tiene su sede en el número 5 de la calle ovetense de González del Valle (43°21′48.8″N 5°51′5.1″O / 43.363556, -5.851417). Cáritas ocupa 3 pisos de las antiguas instalaciones de la residencia universitaria femenina de la Congregación de Religiosas Esclavas del Corazón de Jesús de Oviedo, propietarias del inmueble. El nuevo uso del inmueble es posible gracias al acuerdo de cesión firmado entre la Diócesis de Oviedo y la Congregación el 20 de julio de 2007.
La sede fue inaugurada oficialmente por el arzobispo de Oviedo, Carlos Osoro, en un acto que contó con la presencia de Vicente Álvarez Areces, presidente del Principado; Gabino de Lorenzo, alcalde de Oviedo; Antonio Trevín, delegado del Gobierno en Asturias; María Antonia Fernández Felgueroso, procuradora general del Principado; y Ramón Quirós y Pilar Rodríguez, consejeros de Salud y Bienestar Social, respectivamente.
Anteriormente, la sede estaba situada en el primer piso del número 3 de la plaza de Alfonso II el Casto, la conocida popularmente como plaza de la Catedral, desde el 28 de noviembre de 2003. El local, de 350 m², estaba ocupado en régimen de alquiler.

## Organización Territorial
Cáritas Diocesana de Oviedo se organiza territorialmente en 2 niveles:
- El nivel inferior corresponde a las Cáritas Parroquiales o de Unidad Parroquial de Acción Pastoral (UPAP).[8] Dichas Cáritas son "la célula básica de la acción caritativa y social de la Iglesia en la Diócesis".

El párroco es el presidente de la Cáritas parroquial o de UPAP, que nombra, libremente, al director, al secretario y al tesorero. Estos forman el equipo parroquial, junto con los responsables de cada una de las actividades y los representantes de entidades de acción caritativa y social, que desarrollan su actividad en el territorio de la parroquia o la UPAP.
Paradójicamente, las Cáritas parroquiales y de UPAP no tienen la personalidad jurídica de Cáritas Diocesana, si no la de la parroquia o la de la UPAP.
- El nivel superior está formado por las Cáritas Arciprestales, que son estructuras de servicio a las Cáritas parroquiales y de UPAP del Arciprestazgo. A su vez, las Cáritas Arciprestales se pueden dividir en Zonas, según las necesidades.

En la Asamblea de Cáritas Arciprestal, presidida por el Delegado Arciprestal, tienen voz y voto el Coordinador, el Secretario y el Responsable de Economía, los párrocos y directores parroquiales y de UPAP, un responsable de cada proyecto arciprestal y un representante de cada entidad de acción caritativa y social que desarrolle su actividad en el territorio del Arciprestazgo.
La Asamblea Arciprestal tiene entre sus funciones la elección del coordinador. La Asamblea toma sus decisiones por mayoría absoluta, estando supeditada sus votaciones a la aprobación del delegado arciprestal. El secretario y el responsable de economía son nombrados, libremente, por el delegado y el coordinador. El órgano permanente de coordinación y expresión es el Consejo arciprestal, presidido por el delegado. Forman parte de él, además del delegado, el coordinador, el secretario y el responsable de Economía.
En el año 2008, Cáritas Asturias contaba con 101 Cáritas parroquiales, 37 Cáritas de UPAP y 12 Cáritas Arciprestales.

## Destinatarios
Los destinatarios de la acción de Cáritas Asturias son:
- Personas en situación de pobreza y marginación en el territorio de las parroquias, a través de los Equipos de las Cáritas Parroquiales y de UPAP, directamente, y apoyados por las Cáritas Arciprestales.

- Personas pertenecientes a colectivos excluidos o en vulnerabilidad social, a través de los Programas Sectoriales:
  - Infancia y adolescencia en riesgo social
  - Personas mayores
  - Personas sin techo
  - Personas toxicómanas
  - Personas reclusas y ex-reclusas
  - Empleo e insercón laboral
  - Personas inmigrantes
  - Cooperación Internacional al Desarrollo
  - Apoyo al Trabajo Social en el Territorio

En el año 2008, desde las Cáritas Parroquiales y Arcipresales se atendió a 6.062 familias (10.720 personas) mediante 4.378 ayudas directas. Estas ayudas consistieron, principalmente, en ropas y muebles, ayudas sanitarias y apoyo en alimentación.

## Órganos directivos
Según los estatutos aprobados por el arzobispo de Oviedo Carlos Osoro Sierra, el 29 de mayo de 2005, día del Corpus Christi, los órganos directivos de Cáritas Diocesana de Oviedo son:
- Presidente
- Delegado Diocesano
- Órganos colegiados:
  - Asamblea Diocesana
  - Consejo Diocesano
  - Consejo Permanente:
- Órganos personales:
- Director
- Secretario General
- Administrador

### Presidente
El presidente nato de Cáritas Diocesano de Oviedo es el Arzobispo de Oviedo. Como tal, es el máximo responsable de su gestión y su configuración. Entre sus competencias están el libre nombramiento y remoción del Delegado Diocesano, oído al Consejo Diocesano, y el libre nombramiento y cese del Director, del Secretario General y del Administrador.

### Delegado Diocesano
Es el representante permanente del Arzobispo en el Consejo Diocesano, en la Comisión Permanente y en las diversa Cáritas que forman Cáritas de Asturias.
Desde el 2 de diciembre de 2002, en que tomó posesión del cargo, en sustitución de Alberto Reigada, el puesto está desempeñado por Marcelino Garay.

### Director
El Director es el responsable ejecutivo de Cáritas Diocesana de Oviedo.
Desde el 15 de septiembre de 2005 el cargo es desempeñado por Adolfo Rivas. Con anterioridad era el "responsable ejecutivo de dirección", nombrado por el Arzobispo.

## Reconocimientos
El periódico La Nueva España le concedió su premio «Asturiana del mes» correspondiente a enero de 2010, por «su trayectoria en la lucha contra la pobreza y la exclusión social» en Asturias.